# Luiz Alberto de Araújo
Luiz Alberto Cardoso de Araújo, född 27 juni 1987, är en brasiliansk friidrottare som tävlade i tiokamp. Han deltog vid olympiska sommarspelen 2012 och olympiska sommarspelen 2016.